# Старгардт, Николас
Николас Старгардт (англ. Nicholas Stargardt, род. 15 января 1962, Мельбурн, Австралия) — австралийский историк, профессор Оксфордского университета.

## Биография
Родился в городе Мельбурн в 1962 году. Отец — еврей из Германии, мать — австралийка. Старгардт проживал в Австралии, Японии, Великобритании и Германии. Обучался в Кингс-колледже в Кембридже, является стипендиатом колледжа Магдалины в Оксфорде, где в настоящее время преподает современную европейскую историю. В настоящее время у Старгардта есть двое сыновей.

## Работы
Наибольшую известность Старгардту принесли работы об истории Германии и Холокосте. Среди его книг — «Немецкая идея милитаризма: радикальные и социалистические критики» (1994, интеллектуальная и политическая история антимилитаристских движений в Германии накануне Первой мировой), «Свидетели войны: жизнь детей при нацистах» (2005), в которой была впервые представлена социальная история милитаризма и нацистской Германии во Второй мировой войне глазами детей. Его книга «Мобилизованная нация. Германия 1939—1945» (англ. The German War: A Nation Under Arms, 1939—1945), изданная в 2015 году, исследует отношение простых немцев к политике властей страны. Первый русский перевод книги вышел в 2021 году.
В 2016 году работа была отмечена наградой Премии Хесселл-Тилтман, присуждаемой лучшим документальным историческим произведениям, охватывающим период до Второй мировой войны включительно.